# PT Prachuap F.C.
PT Prachuap Football Club – tajski klub piłkarski, który swoje mecze rozgrywa na Prachuap Khiri Khan Province Stadium w Prowincji Prachuap Khiri Khan. Drużyna gra obecnie w Thai League 1, najwyższej klasie rozgrywkowej w Tajlandii.

## Obecny skład
Stan na 10 lipca 2025
| Nr | Poz. | Piłkarz               |
| -- | ---- | --------------------- |
| 1  | BR   | Rattanai Songsangchan |
| 3  | OB   | Amirali Chegini       |
| 4  | OB   | Adrian Ugelvik        |
| 5  | OB   | Airton Tirabassi      |
| 8  | PO   | Saharat Kanyaroj      |
| 9  | PO   | Chutipol Thongthae    |
| 10 | NA   | Tauã                  |
| 15 | OB   | Jesper Nyholm         |
| 17 | BR   | Worawut Sukhuna       |
| 18 | BR   | Soponwit Rakyart      |
| 19 | NA   | Iklas Sanron          |
| 20 | NA   | Michel                |
| 23 | PO   | Kannarin Thawornsak   |

| Nr | Poz. | Piłkarz                |
| -- | ---- | ---------------------- |
| 25 | OB   | Pawee Tanthatemee      |
| 27 | OB   | Nattapon Malapun       |
| 30 | PO   | Jittiphat Wasungnoen   |
| 39 | BR   | Wattanachai Srathonjan |
| 40 | PO   | Chaowat Veerachart     |
| 40 | OB   | Saranyu Plangwal       |
| 41 | NA   | Phanthamit Praphanth   |
| 48 | NA   | Jehhanafee Mamah       |
| 67 | NA   | Nick Taylor            |
| 70 | PO   | Prasid Jantum          |
| 74 | OB   | Phon-Ek Jensen         |
| 77 | OB   | Keron Ornchaiyaphum    |
| 97 | NA   | Soffan Sanron          |